# أخيلاس
أخيلاس (باليونانية: Ἀχιλλᾶς)‏، كان أحد حراس الملك المصري بطليموس الثالث عشر وقائدًا لجيشه عندما فر بومبي إلى مصر عام 48 قبل الميلاد. وصفه يوليوس قيصر بأنه رجل ذو جرأة غير عادية، شارك مع لوسيوس سيبتيموس [الإنجليزية] في قتل بومبي بناءً على اقتراح من كل بوثينوس و ثيودوت [الإنجليزية].
تحالف أخيلاس بعد ذلك مع بوثينوس في مقاومة قيصر، وبعد أن عهد إليه بوثينوس بقيادة الجيش بأكمله، قاد أخيلاس قوة قوامها 20 ألف جندي مشاة و2000 من سلاح الفرسان وسار نحو الإسكندرية، لم يكن قيصر الذي كان في الإسكندرية يملك القوة الكافية لمعارضته، فأرسل سفراء للتفاوض معه، لكن أخيلاس قتل السفراء وقضى على كل آمال المصالحة. سار أخيلاس إلى الإسكندرية واحتل معظم المدينة ( حصار الإسكندرية (47 قبل الميلاد))، وفي تلك الأثناء هربت أرسينوي الرابعة (الأخت الصغرى لبطليموس الثالث عشر) من قيصر وانضمت إلى أخيلاس. ومع ذلك، في عام 47، اندلع الخلاف بينهما، فأمرت أرسينوي الرابعة بإعدام أخيلاس، ونفذ حكم الأعدام جانيميدس [الإنجليزية] وهو الخصي الذي عهدت إليه بعد ذلك لقيادة القوات.